# 諾馬 (新澤西州)
諾馬（英語：Norma）是位於美國新澤西州塞勒姆縣的非建制地區。

## 歷史
諾馬的郵局自1888年營運至今。

## 地理
諾馬所處的海拔為高於海平面25米（即82英呎），而該地所採用的時區為UTC-5，即北美东部时区（EST）。同時該地設有夏令時間，為UTC-5調快一小時，即UTC-4（EDT）。